# 政党社会学
『政党社会学』（フランス語: Les Partis Politiques）とはモーリス・デュヴェルジェによる政治学の著作である。フランスにて1951年に出版された。

## 概要
デュヴェルジェはフランス政治に関する研究で功績を残すと同時に政党の研究でも重要な著作を残した。当時の政党に関する研究状況ではロベルト・ミヒェルスの政党研究やマックス・ヴェーバーの『職業としての政治』などが有名であったが、政党についての一般理論は形成されておらず、デュヴェルジェは全体的な視座をもたらす理論の必要性を考えた。こうして政党についての一般モデルを提案したのが1951年に発表された本書『政党政治学』であった。
デュヴェルジェはまず政党組織の観点から政党を幹部政党と大衆政党に大別できると論じた。幹部政党とは有権者が限定された制限選挙によって形成された政党組織の一形態であり、その構成員は地域の有力者や資本家である。彼らは地方幹部会を形成することで一つの政治連合として成立している。この政党組織は厳格な党則は存在せず、政治教育が行われるわけでもない。一方で大衆政党とは参政権を下方に拡大した結果として生じた政党組織の形態であった。大衆政党は諸個人が各自党員として支部から入党し、党費として彼らの金銭を徴収することで成り立っている。政党は厳格な党則に基づいて党員に政治教育を行い、議会に送り込もうとする。
さらに政党制の観点からデュヴェルジェは議会における政党の数で一党制、二党制、多党制の三つに大別している。政党制の各国間の違いは選挙制度によって左右されるものであり、小選挙区制は二党制、比例代表制は多党制の成長を促す傾向があるとデュヴェルジェは考えた。これはデュヴェルジェの法則と呼ばれる。デュヴェルジェはまた政治が持つ意思決定の本質から考えれば二党制が最も適当であると考えていた。
デュヴェルジェの著作は政党の研究において重要な著作と位置づけられ、その後のジョヴァンニ・サルトーリの『現代政党学』やパーネビアンコの『政党』などの研究で参照され、その理論的発展に貢献した。その意味でこの著作は政党研究の基礎を構築した研究として歴史的に評価されている。

### 日本語版
- 岡野加穂留訳『政党社会学』潮出版社、1970年。全国書誌番号:72008650